# Élections aux Cortes de Castille-La Manche de 2007
Les élections aux Cortes de Castille-La Manche de 2007 (en espagnol : Elecciones a las Cortes de Castilla-La Mancha de 2007) se sont tenues le dimanche 27 mai 2007 afin d'élire les quarante-sept députés de la septième législature des Cortes de Castille-La Manche, parlement de la communauté.
Le scrutin voit la victoire du Parti socialiste de Castille-La Manche-PSOE (PSCM-PSOE), qui conserve une majorité absolue amoindrie.

## Contexte
Bastion socialiste entre 1982 et 1994, la Castille-La Manche est gouvernée par le centre gauche depuis 1983 mais vote majoritairement au centre droit lors des scrutins nationaux.
Lors des précédentes élections du 25 mai 2003, le PSCM-PSOE du président de la Junte José Bono, au pouvoir depuis vingt ans, remporte la plus large victoire de son histoire. Avec 58,6 % des suffrages et la majorité absolue des voix dans les cinq provinces, il totalise 29 députés sur 47. Le Parti populaire de Castille-La Manche (PPCLM), emmené par Adolfo Suárez Illana, fils d'Adolfo Suárez et sans aucun mandat électif, est lourdement défait, accusant 232 000 voix de retard, ce qui lui donne 37,2 % des voix et 18 députés, sa pire performance depuis 1987.
Les élections municipales convoquées le même jour confirment cette tendance, les socialistes pointant à la première place avec un résultat de 49,1 % des suffrages, contre 40,4 % pour leurs adversaires conservateurs. Ainsi, le PSOE conserve Albacete, Cuenca, reprend Guadalajara et gouverne sept autres des treize principales villes de la région. Avec Ciudad Real, Tolède et une autre commune, le PP est nettement distancé. De la sorte, les socialistes retrouvent la présidence de la députation provinciale de Tolède, perdue en 1999, et se maintiennent au pouvoir dans les quatre autres, réalisant un grand chelem historique de leur point de vue.
Lors des élections législatives du 14 mars 2004, le PP reste la première force de la région avec 47,4 % des voix, comptant 11 députés sur les 20 à élire dans les cinq provinces. Le PSOE réduit nettement l'écart puisqu'il remporte 46,5 % des suffrages, ce qui lui accorde les 9 sièges restants à pourvoir.
Environ un mois plus tard, le nouveau président du gouvernement socialiste José Luis Rodríguez Zapatero nomme José Bono ministre de la Défense, ce qui le contraint à démissionner de la direction de l'exécutif régional après y avoir passé vingt ans et dix mois. Pour prendre sa suite, il désigne José María Barreda, secrétaire général du PSCM-PSOE depuis 1997 et vice-président de la Junte depuis 1999.
À l'occasion des élections européennes du 7 juin 2004, les conservateurs se classent une nouvelle fois en première position dans la communauté autonome, concentrant 49,7 % des suffrages, tandis que les socialistes suivent d'assez près avec 45,8 % des voix.
Au mois de juin 2006, sur décision du président du PP Mariano Rajoy, la conseillère aux Transports et aux Infrastructures de la Communauté de Madrid María Dolores de Cospedal, haute fonctionnaire à l'époque du deuxième gouvernement de José María Aznar, est nommée présidente du PPCLM. Elle est élue à l'unanimité en remplacement de José Manuel Molina, maire de Tolède, titulaire du poste depuis 2002 et entre 1989 et 1996, candidat contre Bono en 1991 et 1995. Elle est alors la première femme à atteindre ce niveau de responsabilités dans la région.

## Mode de scrutin

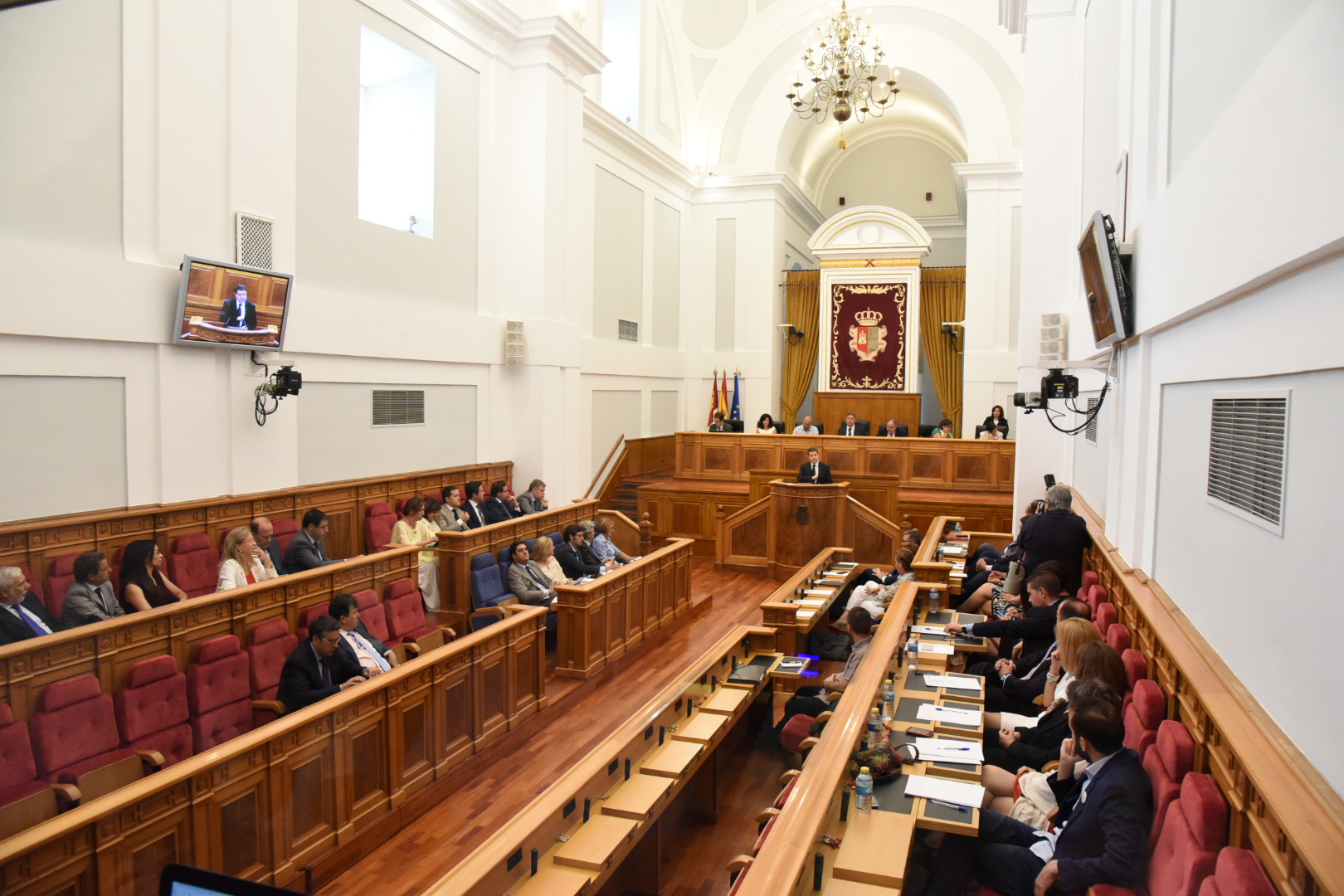
Salle des séances des Cortes de Castille-La Manche.

Les Cortes de Castille-La Manche (en espagnol : Cortes de Castilla-La Mancha) se composent de 47 députés, élus pour un mandat de quatre ans au suffrage universel direct, suivant le scrutin proportionnel à la plus forte moyenne d'Hondt.
Chaque province constitue une circonscription, à raison de 10 sièges pour Albacete, 11 sièges pour Ciudad Real, 8 sièges pour Cuenca, 7 sièges pour Guadalajara et 11 sièges pour Tolède. Seules les forces politiques – partis, coalitions, indépendants – ayant remporté au moins 3 % des suffrages exprimés au niveau d'un territoire provincial participent à la répartition des sièges.

## Campagne

### Partis et chefs de file
| Force politique | Force politique                                                                           | Chef de file                               | Idéologie                                         | Score en 2003              |
| --------------- | ----------------------------------------------------------------------------------------- | ------------------------------------------ | ------------------------------------------------- | -------------------------- |
|                 | Parti socialiste de Castille-La Manche-PSOE Partido Socialista de Castilla-La Mancha-PSOE | José María Barreda (Président de la Junte) | Centre gauche Social-démocratie, progressisme     | 58,6 % des voix 29 députés |
|                 | Parti populaire de Castille-La Manche Partido Popular de Castilla-La Mancha               | María Dolores de Cospedal                  | Centre droit Conservatisme, démocratie chrétienne | 37,6 % des voix 18 députés |

## Résultats

### Voix et sièges
|                          |                                          |           |       |               |        |               |  |  |  |  |  |  |  |  |
| Parti                    | Parti                                    | Voix      | %     | +/-           | Sièges | +/-           |  |  |  |  |  |  |  |  |
|                          | Parti socialiste ouvrier espagnol (PSOE) | 572 849   | 51,96 | 5,87          | 26     | 3             |  |  |  |  |  |  |  |  |
|                          | Parti populaire (PP)                     | 467 319   | 42,38 | 5,72          | 21     | 3             |  |  |  |  |  |  |  |  |
|                          | Gauche unie (IU)                         | 37 753    | 3,42  | 0,37          | 0      | en stagnation |  |  |  |  |  |  |  |  |
|                          | Les Verts européens (LVE)                | 3 542     | 0,32  | Nv.           | 0      | en stagnation |  |  |  |  |  |  |  |  |
|                          | Terre du peuple (TC)                     | 2 525     | 0,23  | 0,03          | 0      | en stagnation |  |  |  |  |  |  |  |  |
|                          | Unité castillane (UdCa)                  | 1 213     | 0,11  | 0,01          | 0      | en stagnation |  |  |  |  |  |  |  |  |
|                          | La Phalange (FE)                         | 1 071     | 0,10  | 0,06          | 0      | en stagnation |  |  |  |  |  |  |  |  |
|                          | Parti régionaliste de Guadalajara (PRGU) | 619       | 0,06  | 0,01          | 0      | en stagnation |  |  |  |  |  |  |  |  |
|                          | Unité régionale indépendante (URI)       | 610       | 0,06  | 0,01          | 0      | en stagnation |  |  |  |  |  |  |  |  |
|                          | Parti humaniste (PH)                     | 572       | 0,05  | 0,01          | 0      | en stagnation |  |  |  |  |  |  |  |  |
|                          | Gauche républicaine (IR)                 | 410       | 0,04  | en stagnation | 0      | en stagnation |  |  |  |  |  |  |  |  |
|                          | Vote blanc                               | 14 080    | 1,28  | 0,05          |        |               |  |  |  |  |  |  |  |  |
|                          |                                          |           |       |               |        |               |  |  |  |  |  |  |  |  |
| Suffrages exprimés       | Suffrages exprimés                       | 1 102 563 | 99,25 |               |        |               |  |  |  |  |  |  |  |  |
| Votes nuls               | Votes nuls                               | 8 322     | 0,75  |               |        |               |  |  |  |  |  |  |  |  |
| Total                    | Total                                    | 1 110 885 | 100   | -             | 47     | en stagnation |  |  |  |  |  |  |  |  |
| Abstention               | Abstention                               | 395 619   | 26,26 |               |        |               |  |  |  |  |  |  |  |  |
| Inscrits / participation | Inscrits / participation                 | 1 506 504 | 73,74 |               |        |               |  |  |  |  |  |  |  |  |

#### Par circonscription
|             |             |         |         |        |               |         |         |        |               |         |         |        |               |         |         |        |               |         |         |        |               |  |  |  |  |
| Sièges      | Sièges      | 10      | 10      | 10     | en stagnation | 11      | 11      | 11     | en stagnation | 8       | 8       | 8      | en stagnation | 7       | 7       | 7      | en stagnation | 11      | 11      | 11     | en stagnation |  |  |  |  |
|             |             |         |         |        |               |         |         |        |               |         |         |        |               |         |         |        |               |         |         |        |               |  |  |  |  |
|             |             | Nombre  | Nombre  | %      | %             | Nombre  | Nombre  | %      | %             | Nombre  | Nombre  | %      | %             | Nombre  | Nombre  | %      | %             | Nombre  | Nombre  | %      | %             |  |  |  |  |
| Inscrits    | Inscrits    | 302 321 | 302 321 | 100,00 | 100,00        | 396 273 | 396 273 | 100,00 | 100,00        | 165 028 | 165 028 | 100,00 | 100,00        | 166 558 | 166 558 | 100,00 | 100,00        | 476 324 | 476 324 | 100,00 | 100,00        |  |  |  |  |
| Abstentions | Abstentions | 85 555  | 85 555  | 28,30  | 28,30         | 112 831 | 112 831 | 28,47  | 28,47         | 33 871  | 33 871  | 20,52  | 20,52         | 49 818  | 49 818  | 29,91  | 29,91         | 113 544 | 113 544 | 23,84  | 23,84         |  |  |  |  |
| Votants     | Votants     | 216 766 | 216 766 | 71,70  | 71,70         | 283 442 | 283 442 | 71,53  | 71,53         | 131 157 | 131 157 | 79,48  | 79,48         | 116 740 | 116 740 | 70,09  | 70,09         | 362 780 | 362 780 | 76,16  | 76,16         |  |  |  |  |
| Nuls        | Nuls        | 1 579   | 1 579   | 0,73   | 0,73          | 2 037   | 2 037   | 0,72   | 0,72          | 1 196   | 1 196   | 0,91   | 0,91          | 880     | 880     | 0,75   | 0,75          | 2 630   | 2 630   | 0,72   | 0,72          |  |  |  |  |
| Exprimés    | Exprimés    | 215 187 | 215 187 | 99,27  | 99,27         | 281 405 | 281 405 | 99,28  | 99,28         | 129 961 | 129 961 | 99,09  | 99,09         | 115 860 | 115 860 | 99,25  | 99,25         | 360 150 | 360 150 | 99,28  | 99,28         |  |  |  |  |
|             |             |         |         |        |               |         |         |        |               |         |         |        |               |         |         |        |               |         |         |        |               |  |  |  |  |
| Partis      | Partis      | Voix    | %       | Sièges | +/−           | Voix    | %       | Sièges | +/−           | Voix    | %       | Sièges | +/−           | Voix    | %       | Sièges | +/-           | Voix    | %       | Sièges | +/-           |  |  |  |  |
|             | PSOE        | 113 295 | 52,65   | 6      | en stagnation | 156 721 | 55,69   | 7      | en stagnation | 66 164  | 50,91   | 4      | 1             | 53 086  | 45,82   | 3      | 1             | 183 583 | 50,97   | 6      | 1             |  |  |  |  |
|             | PP          | 87 684  | 40,75   | 4      | en stagnation | 110 411 | 39,24   | 4      | en stagnation | 58 059  | 44,67   | 4      | 1             | 53 935  | 46,55   | 4      | 1             | 157 230 | 43,66   | 5      | 1             |  |  |  |  |
|             | IU          | 8 416   | 3,91    | 0      | en stagnation | 8 164   | 2,90    | 0      | en stagnation | 3 557   | 2,74    | 0      | en stagnation | 5 258   | 4,54    | 0      | en stagnation | 12 358  | 3,43    | 0      | en stagnation |  |  |  |  |
|             | Autres      | 2 652   | 1,23    |        |               | 2 291   | 0,81    |        |               | 543     | 0,42    |        |               | 1 634   | 1,41    |        |               | 3 442   | 0,96    |        |               |  |  |  |  |
|             | Blanc       | 3 140   | 1,46    | 3 818  | 1,36          | 1 638   | 1,26    | 1 947  | 1,68          | 3 537   | 0,98    |        |               |         |         |        |               |         |         |        |               |  |  |  |  |

### Analyse
Pour cette élection, la participation augmente légèrement avec à peine 6 000 votants de plus.
Pour la septième fois consécutive, le Parti socialiste de Castille-La Manche-PSOE l'emporte, comptant ainsi sa quatrième majorité absolue en voix, dont la troisième consécutive. Toutefois, les socialistes désormais emmenés par José María Barreda perdent 72 000 voix en quatre ans, sont mis en minorité dans la province de Guadalajara et reculent fortement dans la province de Tolède. Cette contre-performance les conduit à abandonner trois mandats et enregistrer leur premier recul depuis le scrutin tendu de 1995.
Sous la houlette de sa nouvelle chef de file María Dolores de Cospedal, le Parti populaire de Castille-La Manche capte 65 000 suffrages supplémentaires et remonte jusqu'à son niveau historique de 1995. Reprenant une circonscription aux socialistes, les conservateurs divisent par deux la distance qui les sépare et repassent au-dessus des 42 % des suffrages exprimés, une première depuis douze ans.

### Conséquences
Le 26 juin, José María Barreda est investi président de la Junte des communautés pour un second mandat, par 26 voix contre 21.